# Clément Martinez
Pour les articles homonymes, voir Martinez.
Pas d'image ? Cliquez ici

a Compétitions nationales et continentales officielles uniquement.

Dernière mise à jour le 17 juin 2024.
Clément Martinez, né le 14 mars 1996 à Carqueiranne, est un joueur français de rugby à XV évoluant au poste de talonneur.

## Biographie
Clément Martinez commence le rugby à l'entente Hyères-Carqueiranne, avant de rejoindre le RC Toulon en 2011. En 2017, il s'engage à Agen, où il dispute son premier match de Top 14 en septembre 2017 à Toulouse. La saison suivante, il est prêté au Biarritz olympique où il s'impose à son poste (27 rencontres dont 21 titularisations). De retour à Agen, il prolonge son contrat avec le SUA jusqu'en 2022.
Son retour au Biarritz olympique pour trois saisons est annoncé en décembre 2023. Son recrutement pour deux ans est finalement officialisé en juin 2024. A l'orée de la saison 2025-2026, il s'engage pour Nissa Rugby en prévision de l'année suivante.